# Auguste Véran
Pour les articles homonymes, voir Véran.

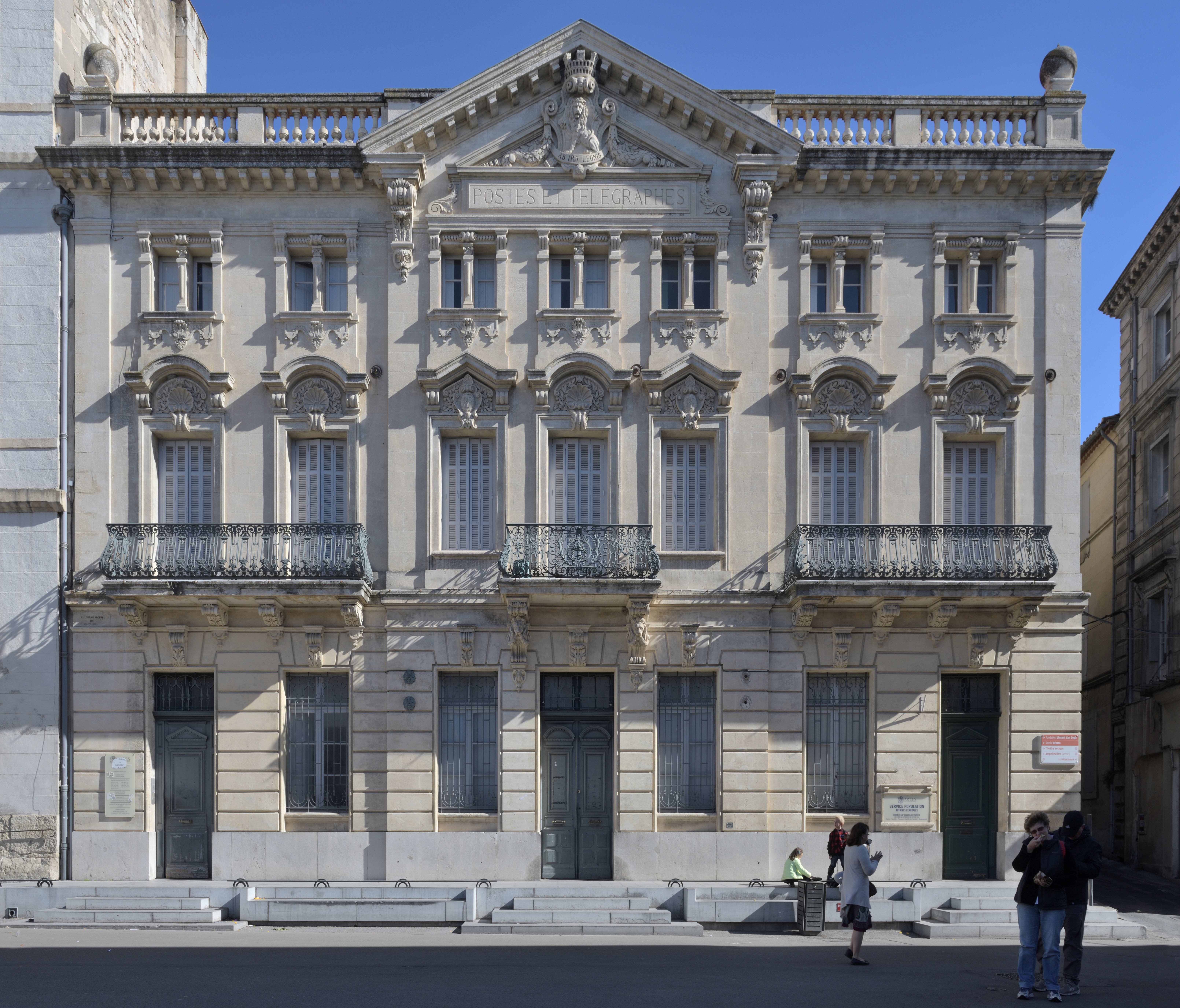
L'Hôtel des Postes de l'architecte Auguste Véran sur la Place de la République à Arles.

Auguste Véran (Arles, 6 juillet 1839 - 13 décembre 1927) est un architecte français.

## Biographie
Auguste Véran succède à son père Guillaume, comme architecte de la ville d'Arles. Il est également l'arrière-petit-fils de Pierre Véran l'érudit arlésien.
Architecte des monuments historiques des Bouches-du-Rhône à Arles, président de la Commission archéologique, élève de Jean-Baptiste Guenepin, il est l'auteur de nombreux ouvrages d'architecture à Arles, en Camargue et dans les Alpilles. On peut signaler à Arles l'ancien hôtel des Postes, et aux Saintes-Maries-de-la-Mer l'ancien hôtel de ville abritant désormais le musée Baroncelli.